# Нижня Добринка (Жирновський район)
Нижня Добринка (рос. Нижняя Добринка) — село у Жирновському районі Волгоградської області Російської Федерації.
Населення становить 1398  осіб. Входить до складу муніципального утворення Нижнєдобринське сільське поселення.

## Історія
Село розташоване у межах українського історичного та культурного регіону Жовтий Клин.
Згідно із законом від 21 лютого 2005 року № 1009-ОД для населеного пункту було встановлено органом місцевого самоврядування Нижнєдобринське сільське поселення.

## Населення
| 2010 | 2012  | 2013  | 2014  | 2015  | 2016  | 2017  |
| ---- | ----- | ----- | ----- | ----- | ----- | ----- |
| 1484 | ↘1467 | ↗1477 | ↘1452 | ↘1446 | ↘1416 | ↘1398 |